# San Benedetto Po
San Benedetto Po é uma comuna italiana da região da Lombardia, província de Mântua, com cerca de 7.476 habitantes. Estende-se por uma área de 69 km², tendo uma densidade populacional de 108 hab/km². Faz fronteira com Bagnolo San Vito, Borgoforte, Moglia, Motteggiana, Pegognaga, Quistello, Sustinente.
Faz parte da rede das Aldeias mais bonitas de Itália.

## Demografia
| Variação demográfica do município entre 1861 e 2011                               |
|                                                                                   |
| Fonte: Istituto Nazionale di Statistica (ISTAT) - Elaboração gráfica da Wikipedia |